# تضاعف الحمض النووي الريبوزي منقوص الأكسجين

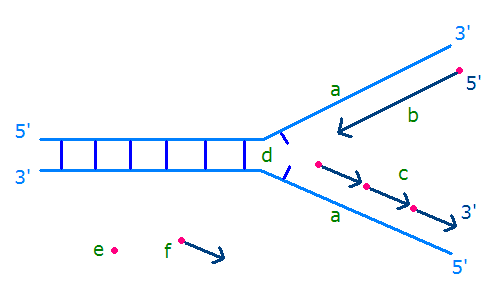
صورة تبين عملية تضاعف الدنا. a)السلسلة القالب. b) السلسلة المتقدمة. c)السلسلة المتأخرة. d)شوكة التضاعف e)دنا بوليميريز. f) قطع أوكازاكي

تَرْفِيل الحمض الريبي النووي منقوص الأكسجين أو تضاعف الدي أن إيه أو تنسُّخ الدنا ((بالإنجليزية: DNA replication)‏ يعد من أهم العمليات الحيوية الخلوية، فلولا تضاعف  الدنا لماتت معظم الخلايا، فهي وسيلة للتطور والتجديد والنمو. تنتهي العملية ببناء جزيئي دنا مطابقان لجزئ الحمض النووي الريبي منقوص الأكسجين الرئيسي، ولهذا السبب يتم تسمية عملية تضاعف الدنا بعملية شبة محافظة.
يستخدم في هذه العملية عدة أنزيمات مثل دنا بوليميريز ورنا برايميزو هيليكاز والبروتين الرابط للسلسلة الأحادية وغيرها.
يتكون الحمض النووي من شريط حلزوني مزدوج مكون من شريطين متكاملين. يصف الحلزون المزدوج مظهر الحمض النووي المزدوج الذي يتكون من شريطين خطيين يتعارضان مع بعضهما البعض ويلتويان معًا لتكوينهما. وأثناء النسخ المتماثل يتم فصل هذه الخيوط. كل شريط من جزيء الحمض النووي الأصلي يعمل كقالب لإنتاج نظيره، وهي عملية يشار إليها باسم النسخ شبه المحافظ. نتيجة للتضاعف شبه المحافظ، سيتكون الحلزون الجديد من شريط DNA الأصلي بالإضافة إلى شريط تم تصنيعه حديثًا. تضمن آليات التصحيح والتحقق من الأخطاء دقة ووفاء شبه مثالية لتكرار الحمض النووي.
في الخلية يبدأ تكرار الحمض النووي في مواقع محددة أو أصول النسخ في الجينوم الذي يحتوي على المادة الوراثية للكائن الحي.

## العملية
تبدأ العملية عند قيام إنزيم دنا هيليكيز بحل سلسلتي الدنا ليفسح المجال لكل سلسلة من الحمض النووي الريبي منقوص الأكسجين ببناء سلسلة متممة ومكملة لها، بعدها ترتبط البروتينات الرابط للسلسلة الأحادية بسلسلتي الدنا المنفصلتين لمنع إعادة ارتباطهما ببعض.
بعد قيام إنزيم الدنا هيليكيز بحل السلسلتين تنشأ نقاط بدأ للتضاعف في السلسلتين وتسمى هذه النقاط بشوكة التضاعف (Replication Fork) ويكون شكلها قريب من شكل الحرف Y.
دنا بوليميراز هو الانزيم الرئيسي المسؤول عن تصنيع سلاسل الدنا الجديدة، يتم بناء السلسلتين الجديدتين باتجاه واحد وهو من 5' إلى 3' وذلك لقدرة دنا بوليميراز على إضافة نوويد جديد على مجموعة الهيدروكسيل (OH) الموجودة على ذرة الكربون رقم 3 فقط.
أحد السلسلتين الجديدتين سيتم بناؤها بشكل مستمر وسريع، تسمى هذه السلسلة بالسلسلة المتقدمة وتتخذ من سلسلة الحمض نووي ريبي منقوص الأكسجين الأصلية ذات الاتجاه 5'-3' قالبا لها. والسبب لسرعة بناء السلسلة هو وجود مجموعة الهيدروكسيل مما يسهل عمل دنا بوليميراز.
أما السلسلة المقابلة فيكون بناؤها بطيئ نسبيا مقارنة بالسلسلة المتقدمة، وتسمى هذه السلسلة بالسلسلة المتأخرة وتتخذ من السلسلة الأصلية للحمض النووي الريبي منقوص الأكسجين ذات الاتجاه 3'-5' قالبا لها. يتم تصنيع هذه السلسلة بشكل أكثر تعقيدا مقارنة بالسلسلة المتقدمة. تبدأ العملية أيضا بإضافة مجموعة من النوويدات عن طريق إنزيم رنا برايميز (لإضافة مجموعة هيدروكسيل حرة) ليأتي بعدها إنزيم دنا بوليميريز لإضافة نوويدات متممة لسلسلة الدنا الأصلية. عندما يصل إنزيم دنا بوليميريز إلى سلسلة النوويدات التي تم إنشاها بواسطة إنزيم رنا برايميز يتم استبدال إنزيم دنا بوليميريز بنوع آخر من نفس الإنزيم (دنا بوليميريز) حتى يستبدل نوويدات الرنا بنوويدات الحمض النووي الريبي منقوص الأكسجين. ويتم وصل هذه بالسلسلة التي تسبقها بواسطة إنزيم دنا الرابط وذلك عن طريق إضافة مجموعة الفوسفات بين ذرتي الكربون الثالثة والخامسة.
في السلسلة المتأخرة يتم بناء السلسلة الجديدة على شكل قطع غير متصلة، كل قطعة تحتوي ما بين 100-1000 نوويد، وتسمى هذه القطع بقطع أوكازاكي. يتم وصل هذه القطع لاحقا - كما أُسلف - بواسطة إنزيم رابط الدنا.
تختلف عملية تناسخ الدنا اختلافات بسيطة بين الكائنات حقيقية النوى والكائنات بدائية النوى مثل اختلاف أنواع إنزيمات دنا بوليميريز المستخدمة.

## رسم آخر توضيحي

DNA replication. تضاعف الدنا.

## سلسلة متقدمة
السلسلة المتقدمة سلسلة الدنا الجديدة التي يتم تصنيعها بصورة مستمرة من النهاية 5 إلى النهاية 3. وهي أحد مكونات شوكة التناسخ في عملية تضاعف الدنا.

## اقرأ أيضا
- جسيم مكرر
- شيفرة جينية
- حمض نووي ريبوزي
- حمض نووي ريبوزي منقوص الأكسجين
- فضلة الدنا
- منشأ التضاعف
- ريبليكون
- ترقيم الحمض النووي
- كرر ترادفي

## وصلات خارجية
تناسخ الدنا (أنيمي)